# Pygathrix nemaeus
Pygathrix nemaeus (Дюк немейський) — вид приматів з роду Pygathrix родини мавпові.

## Опис
Довжина голови і тіла самців: 55-60 см, довжина хвоста самців: 60-74 см, вага самців: 10.9-12.6 кг, довжина голови і тіла самиці: 60 см, довжина хвоста самиці: 60 см, вага самиці: 8,2 - 8,9 кг. Від жовто-оранжевого до світло-коричневого кольору шкіра обличчя, котра оточує мигдалеподібні очі і ніс. Колір навколо рота і з боків голови жирно-білий. Спина, верхня частина голови і плечі строкаті чорно-сірі, в той час як задні частини рук та передпліччя білі і низ тіла є відносно яскравим, агутієво-срібні. Широка, чорна смуга тягнеться через лоб. Є білу волосся з боків і з низу морди, 12 сантиметрів, які явно виступають зі сторін. знаковими є каштаново-червоні нижні частини ніг, а також каштановий комір  і трикутник білого хутра на основі довгого білого хвоста. 

## Поширення
Країни поширення: Камбоджа; Лаос; В'єтнам. Цей вид зустрічається в непорушених первинних і вторинних вічнозелених і напів-вічнозелених широколистих лісах; також пов'язаний з лісами на вапняках. У Лаосі вид був записаний до 1600 м у висоту.

## Стиль життя
Вид денний і деревний, хоча тварини іноді спостерігаються на землі. Вони в основному листоїдні, за оцінками, 75% їхнього раціону, що складається з невеликих ніжних листків. Вони також їдять бруньки, плоди, насіння та квіти. Вони живуть в групах до 50 тварин, які є або змішаними або гаремними. 
Активність розмноження, імовірно, має пік з лютого по червень, коли є достаток сезонних фруктів. Одна дитина народжується після вагітності близько 210 днів. Самиці досягають зрілості в близько 5 років, і, ймовірно, розмножуються раз на два роки.

## Загрози та охорона
Полювання є серйозною загрозою для цього виду. Знищення природного середовища існування є також загрозою для цього виду. Цей вид занесений в Додаток I СІТЕС. Вид був записаний у ряді охоронних територій. 